# Chapelle des Saints-Os
La chapelle des Saints-Os est une chapelle catholique située dans le quartier de Macheville, à Lamastre, en Ardèche. Elle abrite les restes des martyrs de Macheville, massacrés par une troupe protestante durant les guerres de Religion, à la fin du XVIe siècle.

## Histoire
Dans le Haut-Vivarais de la fin du XVIe siècle, les persécutions protestantes contre les catholiques étaient particulièrement virulentes. Le 3 mai 1587, une petite procession rendant gloire à la Vierge miraculeuse fut menée par les pères de La Gruterie et de La Roche, respectivement prieur et prêtre de ce lieu.
Une troupe huguenote, qui venait de prendre la ville de Desaignes, avec à sa tête le capitaine Jacques de Chambaud, décida de s'en prendre au petit groupe de processionnaires. Selon l'abbé Mollier, les protestants « firent passer plusieurs fois leurs chevaux sur leurs corps, puis les jetèrent dans le ravin », après les avoir décapités. 
La chapelle des Saints-Os fut construite au XVIIe siècle, à l'initiative des jésuites, afin d'y accueillir les restes de ces martyrs.
En 1863, les corps furent redécouverts lors de fouilles menées par le curé de Lamastre. Ils furent alors placés dans une châsse en bois, au sein de la crypte de la chapelle.

## Description
Au XIXe siècle, la chapelle fut agrandie et reliée à l'église Saint-Domnin par un nouveau bâtiment à usage de sacristie. En 2016, elle n'est plus desservie et sert principalement comme annexe de rangement de la sacristie, avec laquelle elle communique.
L'édifice ne bénéficie pas d'une protection spécifique.
Un tableau représentant les sept ecclésiastiques martyrs, datant vraisemblablement du début du XVIIe siècle, ne s'y trouve plus en 2017. Une reproduction naïve du tableau est toutefois conservée au presbytère.